# Équipe d'Irlande de rugby à XV au Tournoi des Cinq Nations 1985
L'équipe d'Irlande de rugby à XV au Tournoi des Cinq Nations 1985 termine première avec trois victoires et en faisant match nul contre l'équipe de France.  L'Irlande a une très forte équipe[non neutre] au début des années 1980, car elle remporte aussi le Tournoi en 1982 et 1983.

## Effectif
Dix-huit joueurs ont contribué à ce succès, sous la conduite de leur capitaine, Ciaran Fitzgerald. 
| Entraîneur |                        |                                               |
| Avants     | Pilier                 | Phil Orr, Jim McCoy, Mick Fitzpatrick         |
| Avants     | Talonneur              | Ciaran Fitzgerald (cap.)                      |
| Avants     | Deuxième ligne         | Donal Lenihan, Willie Anderson                |
| Avants     | Troisième ligne aile   | Phillip Matthews, Nigel Carr                  |
| Avants     | Troisième ligne centre | Brian Spillane                                |
| Arrières   | Demi de mêlée          | Michael Bradley                               |
| Arrières   | Demi d'ouverture       | Paul Dean                                     |
| Arrières   | Centre                 | Brendan Mullin, Michael Kiernan, Rory Moroney |
| Arrières   | Ailier                 | Keith Crossan, Trevor Ringland                |
| Arrières   | Arrière                | Hugo MacNeill                                 |

## Résultats des matches
- 2 février : victoire 18-15 contre l'équipe d'Écosse à Édimbourg
- 2 mars : match nul 15-15 contre l'équipe de France à Dublin
- 16 mars : victoire 21-9 contre l'équipe du pays de Galles à Cardiff
- 30 mars : victoire 13-10 contre l'équipe d'Angleterre à Dublin.

## Statistiques

### Meilleur réalisateur
- Michael Kiernan : 47 points

### Meilleur marqueur d'essais
- Trevor Ringland : 3 essais